# 神奈川県道613号曽屋鶴巻線

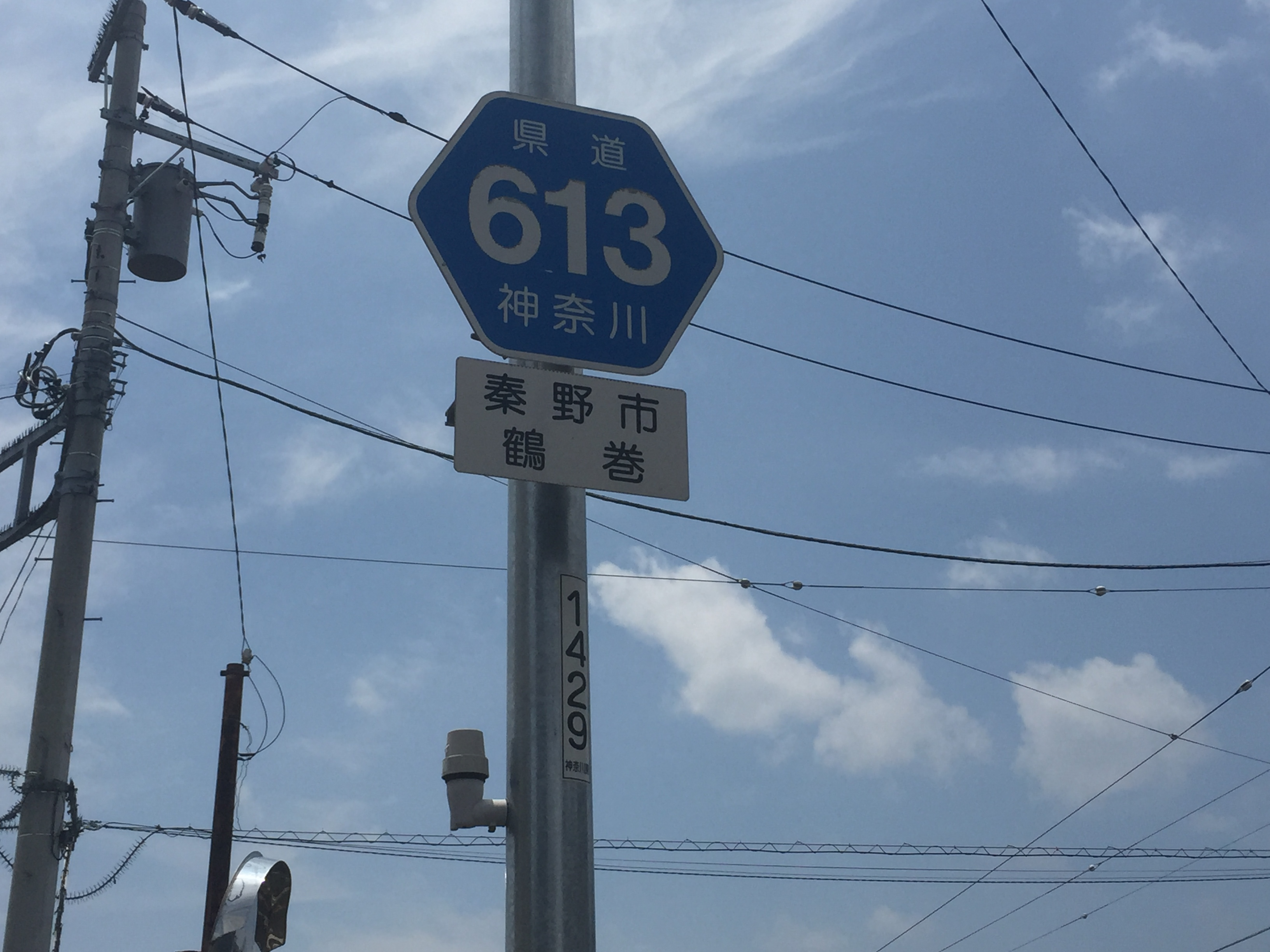
県道番号標示（秦野市鶴巻）

神奈川県道613号曽屋鶴巻線（かながわけんどう613ごう そやつるまきせん）は、神奈川県秦野市下大槻から神奈川県秦野市鶴巻南に至る県道である。

## 概要
- 陸上距離：4.1km
- 起点：神奈川県秦野市下大槻（神奈川県道62号平塚秦野線、下大槻バス停付近の信号なし交差点）[1]
- 終点：神奈川県秦野市鶴巻南（神奈川県道612号上粕屋南金目線、延命地蔵尊前交差点）
- Google マップ

## 通過する自治体
- 神奈川県
  - 秦野市 - 平塚市 - 秦野市

## 主な接続路線
- 神奈川県道62号平塚秦野線（下大槻バス停付近の交差点名無し信号）
- 神奈川県道614号南矢名東海大学前停車場線（東海大駅前入口交差点）
- 神奈川県道612号上粕屋南金目線（延命地蔵尊前交差点）

## 橋梁
- 鳥居松橋（東名高速道路）
- 大根橋（大根川）

## 沿線
- 神奈川県立秦野高等学校
- 東海大学湘南校舎
- 東海大学前駅
- 延命地蔵尊
- 鶴巻温泉駅
- 鶴巻温泉郷